# Escola Prática de Cavalaria
A Escola Prática de Cavalaria (EPC) MHTE • MHL era um estabelecimento de ensino do exército português, cujo objectivo era a formação de tropas na arma de Cavalaria. A data da desativação, este estabelecimento estava instalado em Abrantes, no distrito de Santarém.
A EPC foi criada em 1890 e desativada em 2013, passando as suas funções para a então criada Escola das Armas.

## História
Em 1887, é criada a Escola Prática de Infantaria e Cavalaria com sede no Convento de Mafra. Em 1890, esta escola e a de Infantaria são separadas. A primeira sede é em Vila Viçosa. Os primeiros anos são de bastante acção, em particular em Moçambique, para estabelecer a soberania portuguesa naquele país. Em 1902, a Escola muda-se para Torres Novas.
Com a Implantação da República Portuguesa, a 5 de Outubro de 1910, o exército sofre várias reformas. A EPC, vê a sua designação alterada para Escola de Equitação, em 1911. No entanto, pela limitação de funções que esta nova designação trouxe, muda, de novo, de nome para Escola de Aplicação de Cavalaria. Com a Revolução de 28 de Maio de 1926, volta a ter a sua designação original de Escola Prática de Cavalaria. Até à Segunda Guerra Mundial, o cavalo era o ponto central desta escola; embora já existissem alguns meios blindados adquiridos a França e a Inglaterra, aqueles não tinham sido atribuídos a esta escola. Só a partir da Guerra é que se começa a olhar de outra forma para os veículos blindados - mais velozes, potentes e seguros. Esta unidade é equipada com motos, viaturas "Bren", camiões, canhões anti-carro e metralhadoras anti-aéreas. Em 1955, dados os novos equipamentos operacionais desta unidade, e o alargamento das suas responsabilidades com a entrada de Portugal para a OTAN, a escola passa para novas instalações, em Santarém, distrito de Santarém.
Em 1961, tem início a Guerra Colonial Portuguesa, que só terminaria treze anos mais tarde, no dia 25 de Abril, data em que a EPC tem um papel fundamental. Com a ajuda dos seus blindados, ocupam o Terreiro do Paço, seguindo para o Quartel do Carmo onde obrigam Marcelo Caetano a entregar-se e a pedir a sua demissão.
Em 2006, a EPC muda, novamente de local, passando para Abrantes em 2006.
A Escola Prática de Cavalaria foi desativada a 1 de outubro de 2013, na sequência da decisão tomada de se unificar as diversas escolas práticas das armas do Exército numa única Escola das Armas.

## Condecorações
- Medalha de Agradecimento da Cruz Vermelha Portuguesa (10 de Novembro de 1984)[4]
- Membro-Honorário da Antiga e Muito Nobre Ordem Militar da Torre e Espada, do Valor, Lealdade e Mérito[4] (15 de Março de 1985)[5]
- Medalha de Ouro de Serviços Distintos (17 de Abril de 1990)[4]
- Medalha de Ouro da Câmara Municipal de Torres Novas (17 de Abril de 1990)[4]
- Medalha de Ouro da Câmara Municipal de Santarém (17 de Abril de 1990)[4]
- Membro-Honorário da Ordem da Liberdade (25 de Abril de 1999)[4][5]

## Ligação externa
- «Sítio oficial» da Escola Prática de Cavalaria no Sítio oficial do Exército Português